# Aeluropus littoralis
Aeluropus littoralis es una especie de planta fanerógama de la familia de las poáceas, que es originaria de la región del Mediterráneo hasta la India.

## Descripción
Son plantas perennes, con rizoma ramificado  y con hojas escamosas; estolones que sobresalen de la tierra (epigeos) de hasta 1 m, con entrenudos largos. Tallos de 3-25 cm de longitud, ascendentes o decumbentes, con numerosos entrenudos cortos, glabros, recubiertos de hojas dística. Hojas de color verde claro (glaucas); con vaina ciliada; ligula con pelos de hasta 1 mm; . Inflorescencia de 1-5 cm, ovoidea o cilíndrica, densa o laxa, con 3-9 espigas subsentadas y raquis escábrido. Espigas dísticas, con 2-16 espiguillas densamente dispuestas. Espiguillas de 3-5 mm, con 2-8 flores; raquilla glabra. Glumas obtusas o mucronadas, aquilladas. Cariopsis de  1 x 0,5 mm. Tiene un número de cromosomas de 2n = 20. Florece de abril a julio.

## Taxonomía
El género fue descrito por (Gouan) Parl.  y publicado en Flora italiana, ossia descrizione delle piante ... 1: 461. 1848.
Etimología
Aeluropus: nombre genérico del griego ailuros (gato) y pous = (pie), de alusión desconocida.
litoralis: epíteto latíno que significa "en la costa, cercano del mar"
Sinonimia
- Aeluropus hirsutus Munro
- Aeluropus intermedius Regel
- Aeluropus korshinskyi Tzvelev
- Aeluropus laevis var. dasyphyllus Trautv.
- Aeluropus micrantherus Tzvelev
- Aeluropus pungens (M.Bieb.) K.Koch
- Aeluropus pungens var. hirtulus S.L.Chen & X.L.Yang
- Aeluropus sinensis (Debeaux) Tzvelev
- Agrostis pungens Pall. ex Georgi
- Calotheca littoralis (Gouan) Spreng.
- Chamaedactylis maritima T.Nees
- Dactylis distichophylla Brign.
- Dactylis littoralis (Gouan) Willd.
- Dactylis maritima Schrad.
- Koeleria littoralis (Gouan) Bory & Chaub.
- Melica littoralis (Gouan) Raspail
- Poa littoralis Gouan basónimo
- Poa pungens M.Bieb.
- Triticum supinum Schrank[5][6]

## Nombre común
- Castellano: grama de pie de gato, grama salada, gramón.[7]